# ATP Lyon Open
Acest articol este despre turneul masculin. Pentru turneul feminin vedeți WTA Lyon Open
Lyon Open este un turneu profesionist de tenis masculin care se desfășoară la Lyon, Franța, capitala regiunii Auvergne-Rhône-Alpes. Din 2017, face parte din seria ATP 250 și se joacă pe terenuri de zgură în aer liber. Acesta înlocuiește Open de Nice Côte d'Azur în calendarul ATP. Fostul jucător de tenis Thierry Ascione este directorul turneului.

## Rezultate

### Simplu
| An   | Campion                                | Finalist                               | Scor                                   |
| ---- | -------------------------------------- | -------------------------------------- | -------------------------------------- |
| 2017 | Jo-Wilfried Tsonga                     | Tomáš Berdych                          | 7–6(7–2), 7–5                          |
| 2018 | Dominic Thiem                          | Gilles Simon                           | 3–6, 7–6(7–2), 6–1                     |
| 2019 | Benoît Paire                           | Felix Auger Aliassime                  | 6–4, 6–3                               |
| 2020 | Anulat din cauza pandemiei de COVID-19 | Anulat din cauza pandemiei de COVID-19 | Anulat din cauza pandemiei de COVID-19 |
| 2021 | Stefanos Tsitsipas                     | Cameron Norrie                         | 6–3, 6–3                               |
| 2022 | Cameron Norrie                         | Alex Molčan                            | 6–3, 6–7(3–7), 6–1                     |
| 2023 | Arthur Fils                            | Francisco Cerúndolo                    | 6–3, 7–5                               |
| 2024 | Giovanni Mpetshi Perricard             | Tomás Martín Etcheverry                | 6–4, 1–6, 7–6(9–7)                     |

### Dublu
| An   | Campion                                | Finalist                               | Scor                                   |
| ---- | -------------------------------------- | -------------------------------------- | -------------------------------------- |
| 2017 | Andrés Molteni Adil Shamasdin          | Marcus Daniell Marcelo Demoliner       | 6–3, 3–6, [10–5]                       |
| 2018 | Nick Kyrgios Jack Sock                 | Roman Jebavý Matwé Middelkoop          | 7–5, 2–6, [11–9]                       |
| 2019 | Édouard Roger-Vasselin Ivan Dodig      | Ken Skupski Neal Skupski               | 6–4, 6–3                               |
| 2020 | Anulat din cauza pandemiei de COVID-19 | Anulat din cauza pandemiei de COVID-19 | Anulat din cauza pandemiei de COVID-19 |
| 2021 | Hugo Nys Tim Pütz                      | Pierre-Hugues Herbert Nicolas Mahut    | 6–4, 5–7, [10–8]                       |
| 2022 | Austin Krajicek Ivan Dodig (2)         | Máximo González Marcelo Melo           | 6–3, 6–4                               |
| 2023 | Rajeev Ram Joe Salisbury               | Nicolas Mahut Matwé Middelkoop         | 6–0, 6–3                               |
| 2024 | Harri Heliövaara Henry Patten          | Albano Olivetti Yuki Bhambri           | 3–6, 7–6(7–4), [10–8]                  |